# Koganei (Tokio)
Koganei (小金井市 Koganei-shi?) es una ciudad ubicada en el centro de Tokio Occidental, la parte occidental de la Metrópolis de Tokio, Japón. .
Según datos del 2010, la ciudad tiene una población estimada de 117.147 habitantes y una densidad de 10.340 personas por km². El área total es de 11,33 km².
La ciudad fue fundada el 1 de octubre de 1958, luego de que fuese creada como villa en 1889 y promovida a pueblo en 1937. Es una de las ciudades que conforma la zona de Tokio Occidental.
Se distinguen dos zonas verdes, uno al norte con el Parque Koganei y al sur con los parques Musashino, Nogawa y el cementerio de Tama. Recorren el río No y el río Sen (afluentes del río Tama) y el acueducto del río Tama.

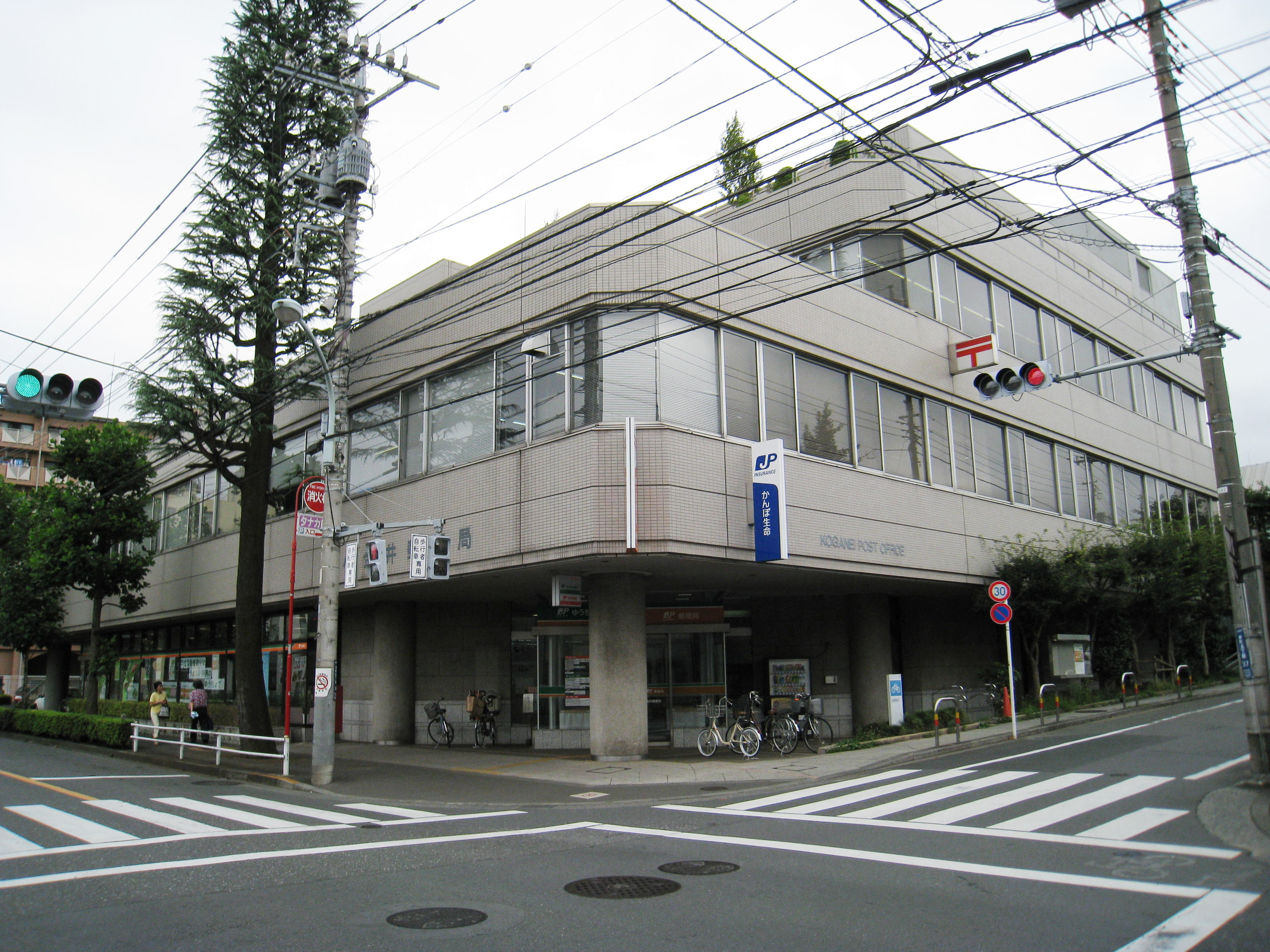
Oficina postal de Koganei.

## Sitios de interés
- Parque Koganei
- Parque Musashino
- Parque Nogawa
- Cementerio de Tama
- Studio Ghibli